# Цамброне
Цамброне (італ. Zambrone, сиц. Zambruni) — муніципалітет в Італії, у регіоні Калабрія, провінція Вібо-Валентія.
Цамброне розташоване на відстані близько 470 км на південний схід від Рима, 60 км на південний захід від Катандзаро, 10 км на північний захід від Вібо-Валентії.
Населення — 1790 осіб (2014).
Щорічний фестиваль відбувається 4 листопада. Покровитель — San Carlo Borromeo.

## Демографія
Населення за роками:

Станом на 1 січня 2023 року в муніципалітеті офіційно проживало 116 іноземців з 29 країн, серед них 47 громадян країн Євросоюзу та 5 громадян України.

## Сусідні муніципалітети
- Бріатіко
- Паргелія
- Цакканополі